# Larry Poole
Larry Poole es un actor, productor de cine, wrangler y exvicepresidente estadounidense de SAG/AFTRA San Diego Local conocido por sus interpretaciones de Wiley en Last Shoot Out, McCabe en A Soldier's Revenge y Chester Hammond en The Final Wish. Es productor ejecutivo de A Rodeo Film y ganó el premio al Mejor Actor en el GI Film Festival de San Diego por su interpretación de Tom Horn en Once Guilty, Now Innocent, But Still Dead.

## Vida y carrera

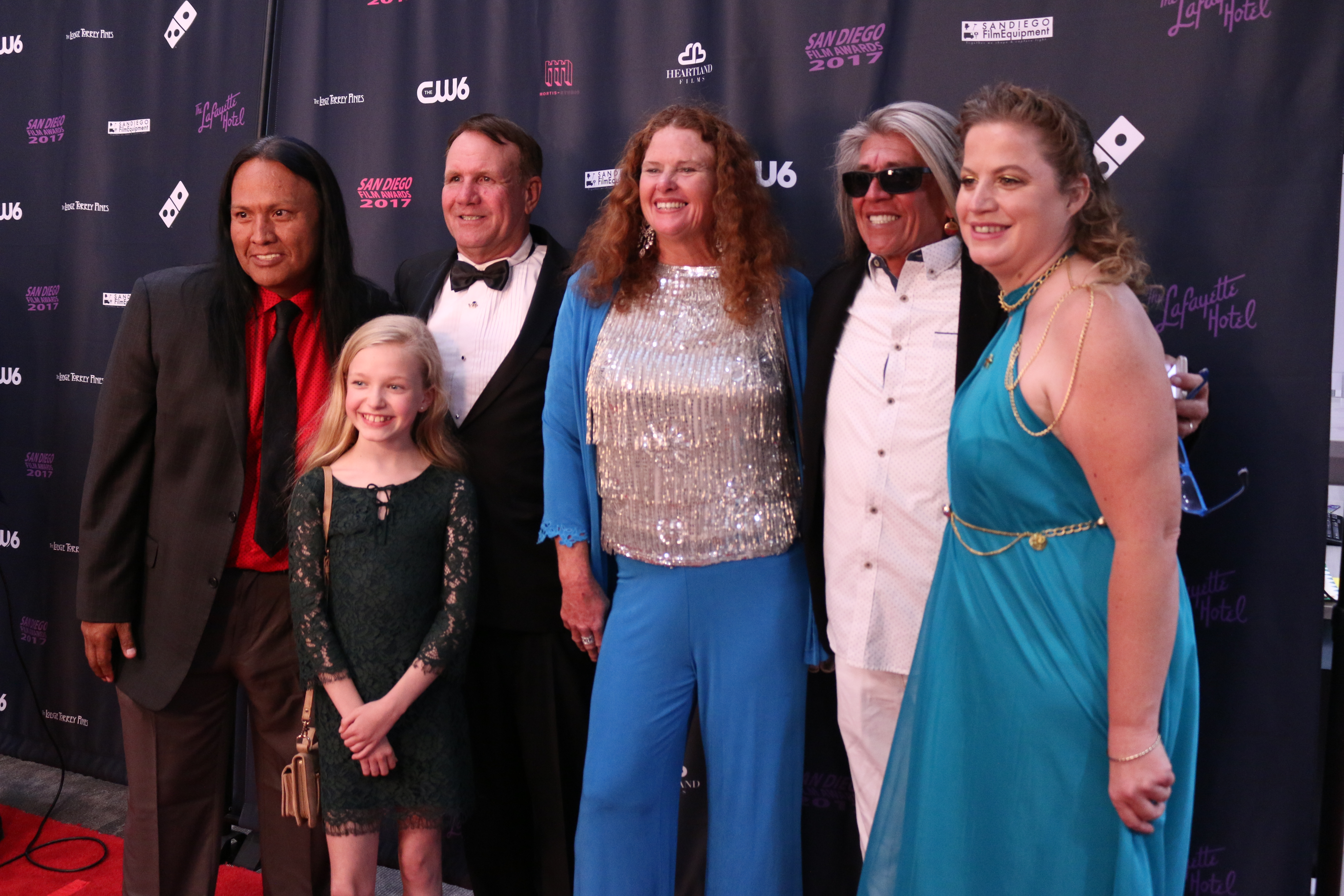
Poole con Arthur Redcloud, Jodi Cilley y otros en los San Diego Film Awards en 2017.

Poole creció viendo películas del oeste cuando era niño. Se mudó a Ramona, California desde la costa este con su esposa, Racine. Dirige Gem Canyon Productions y coprodujo un piloto basado en Campo: The Forgotten Gunfight para KPBS. Poole ha trabajado con Jake Busey, Val Kilmer y Bruce Dern y ha protagonizado las películas Last Shoot Out y A Soldier's Revenge. Fue el director de una película llamada Why the Nativity? por David Jeremías. Poole resultó herido en 2014 en el Mother Goose Parade en El Cajón cuando su caballo cayó sobre él y le rompió la pierna. En 2017, fue elegido para un mandato de dos años como vicepresidente de SAG/AFTRA San Diego Local, fue juez en el primer Gong Show en Ramona, y ganó el premio al Mejor Actor en el GI Film Festival. San Diego por su interpretación de Tom Horn en Once Guilty, Now Innocent, But Still Dead.

## Filmografía
| Año  | Título                                    | Actor | Productor | Papel              |
| ---- | ----------------------------------------- | ----- | --------- | ------------------ |
| 2017 | Once Guilty, Now Innocent, But Still Dead | Sí    | Ejecutivo | Tom Horn           |
| 2017 | Hickok                                    | Sí    | No        | Vaquero pistolero  |
| 2018 | The Final Wish                            | Sí    | No        | Chester Hammond    |
| 2018 | Alpha Wolf                                | Sí    | No        | Neck Bodine        |
| 2019 | A Rodeo Film                              | No    | Ejecutivo |                    |
| 2020 | A Soldier's Revenge                       | Sí    | No        | McCabe             |
| 2020 | Leave 'em Laughing                        | Sí    | No        | Vaquero frustrado  |
| 2021 | A Gunman's Hand                           | Sí    | Sí        | Pete               |
| 2021 | Last Shoot Out                            | Sí    | No        | Wiley              |
| 2021 | Heart of the Gun                          | Sí    | No        | Blind Billy        |
| 2022 | Shooting Star                             | Sí    | No        | Diputado Petty     |
| 2022 | Why the Nativity?                         | No    | No        | Jefe de peleadores |